# Gustav Julius Berlet
Gustav Julius Berlet (* 11. April 1834 in Obermaßfeld; † 18. Mai 1901 in Hildburghausen) war ein deutscher Politiker.

## Leben
Als Sohn eines Pfarrsubstituten geboren, studierte Berlet Rechts- und Kameralwissenschaften in Jena und Leipzig. Während seines Studiums wurde er 1854 Mitglied der Burschenschaft Teutonia Jena. 1859 wurde er Regierungsauditor und Referendar in Meiningen und Sonneberg. 1864 war er Amtsassessor in Sonneberg, dann ab 1866 in Salzungen und Gräfenthal, dort zuletzt selbständiger Amtsvorstand. Danach ging er nach Saalfeld und Camburg und wurde dann 1874 bis 1877 wieder in Sonneberg eingesetzt. 1877 wurde er Landrat in Hildburghausen, wo er 1882 die Kreissparkasse gründete. Ihm wurde der Titel Geheimer Hofrat verliehen.